# Psenes
Psenes is een geslacht van straalvinnige vissen uit de familie van de kwallenvissen (Nomeidae). De wetenschappelijke naam van het geslacht werd in 1833 voorgesteld door Georges Cuvier & Achille Valenciennes.

## Soorten
- Psenes arafurensis Günther, 1889
- Psenes cyanophrys Valenciennes, 1833
- Psenes maculatus Lütken, 1880
- Psenes pellucidus Lütken, 1880
- Psenes sio Haedrich, 1970